# Атлетски клуб Партизан
АК Партизан је српски атлетски клуб из Београда.

## Историја
Клуб је основан 4. октобра 1945. када је основано ЈСД Партизан, као секција спортског друштва, три године касније секција је прерасла у клуб. Партизан је дао велики број државних репрезетативаца и првака у свим узрасним категоријама. Дуги низ година после оснивања клуб је био водећи у земљи, о чему говори податак да је на првих шест екипних првенстава (1947—1952) после рата био првак, а би исти такав низ направио до 1956. до 1964. Обзирома на систем такмичења то је значило да је имао најбољу сениорску екипу. Исто је направио у првом такмичењу у Купу Југославије 1965 за сениоре, а онда је уследио дуги „пост“ преко 25 година. У такмичењу за Куп женска екипа је имала више успеха освојивши куп првих 8 година за редом (1974—1981)
Атлетичари Партизана Иван Губијан бацач кладива и Фрањо Михалић дугопругаш - маратонац, били су највеће звезде атлетике у историји клуба који су донели једине две олимпијске медаље за југословенску и српску атлетику. Губијан је био „сребрни“ на Олимпијским играма 1948. у Лондону, а Михалић 1956. у Мелбурну. Веома значајне успехе постизали су атлетичари Партизана на првенствима Европе, самом чињеницом, да није било југословенске селекције без такмичара овог клуба. Највећи домет остварио је тркач Петар Шегедин који је на Европском првенству 1950. у Бриселу у трци 3.000 метара препреке освојио друго место и сребрну медаљу. На првом Европском првенству у дворани 1970. у Бечу у трци на 800 м Јоже Међимурец био трећи, а Драган Животић у истој дисциплини на отвореном у Прагу 1978. био финалиста.
Славна имена југословенске атлетике из редова Партизана су још Звонко Саболовић (35 пута обарао државне рекорде на 400 м), Мирко Вујачић, Борис Брандл, Стеван Павловић, Драго Штритоф, Андрија Отенхајмер, Здравко Церај, Ивица Караси, Владо Марјановић, Веселинка Милошевић, Данијел Темим, Младен Николић, Мирјана Туфегџић - Боснић, Марко Рајић, Драган Деспотовић, Јосип Шаму, Дејан Јовковић, Ненад Ђуровић, Иван Мустапић, Иван Иванчић, Горан Нава, Лука Рујевић, Недељко Фарчић, Сеад Крџалић, Јован Лазаревић, Драгослав Прпа, Срба Николић, Милош Митрић, Милош Вучковић, Славољуб Кузмановић, Милан Петаковић, Ивица Можек, Ђани Ковач, Драгомир Јовић, Милета Божовић, Славко Суботић, Милош Раовић, Миољуб Јовановић, Дариа Филиповић - Живановић, Драгољуб Живојиновић, Саша Стојиловић, Слободан Бранковић, Драган Перић, Драгутин Топић, Горан Раичевић, који је уместо на маратонску трку у Грчкој, скинуо дрес да грбом Југославије и обукао војничку униформу да обави „најважнији задатак да чува своју земљу и свој народ“, где је и погинуо 6. маја 1999.
Још безброј тркача, бацача и скакача је допринело да АК Партизан до сада 39 пута постане екипни државни првак у мушкој и женској конкуреницији и 24 пута освајач купа. Највећи успех оствариле су јуниорке 1990. године победом у купу европских шампиона.
Доласком репрезентативаца Србије Асмира Колашинца и Емира Бекрића као и повратком Драгутина Топића Партизан је коначно вратио шампионску титулу у Хумску 2012. године. Треба споменути и дугогодишњег председника АК Партизан Драгана Васиљевића.

## Трофеји

### Мушкарци
- Национално првенство
  - Прваци (25): 1947, 1948, 1949, 1950, 1951, 1952, 1956, 1957, 1958, 1959, 1960, 1961, 1962, 1963, 1964, 1966, 1984, 1991, 1996, 1997, 1998, 1999, 2000, 2001, 2012.
- Национално првенство у кросу
  - Прваци (21): 1946, 1947, 1948, 1949, 1950, 1951, 1952, 1953, 1954, 1955, 1957, 1958, 1961, 1963, 1965, 1967, 1968, 1969, 1974, 1996, 2018.
- Национално првенство у кросу – кратке стазе
  - Прваци (12): 1947, 1949, 1950, 1951, 1952, 1953, 1954, 1955, 1957, 1958, 1960, 1961.
- Национално првенство у „Партизанском маршу“
  - Прваци (9): 1957, 1958, 1960, 1962, 1963, 1964, 1965, 1968, 1973.
- Национални куп
  - Освајачи (10): 1948, 1949, 1965, 1991, 1996, 1997, 1998, 1999, 2000, 2001.

### Жене
- Национално првенство
  - Прваци (11): 1974, 1975, 1978, 1979, 1980, 1991, 1996, 1997, 1998, 1999, 2001.
- Национално првенство у кросу
  - Прваци (2): 1977, 2006.
- Национални куп
  - Освајачи (16): 1974, 1975, 1976, 1977, 1978, 1979, 1980, 1981, 1991, 1995, 1996, 1997, 1998, 1999, 2000, 2001.